# Obá (rei)

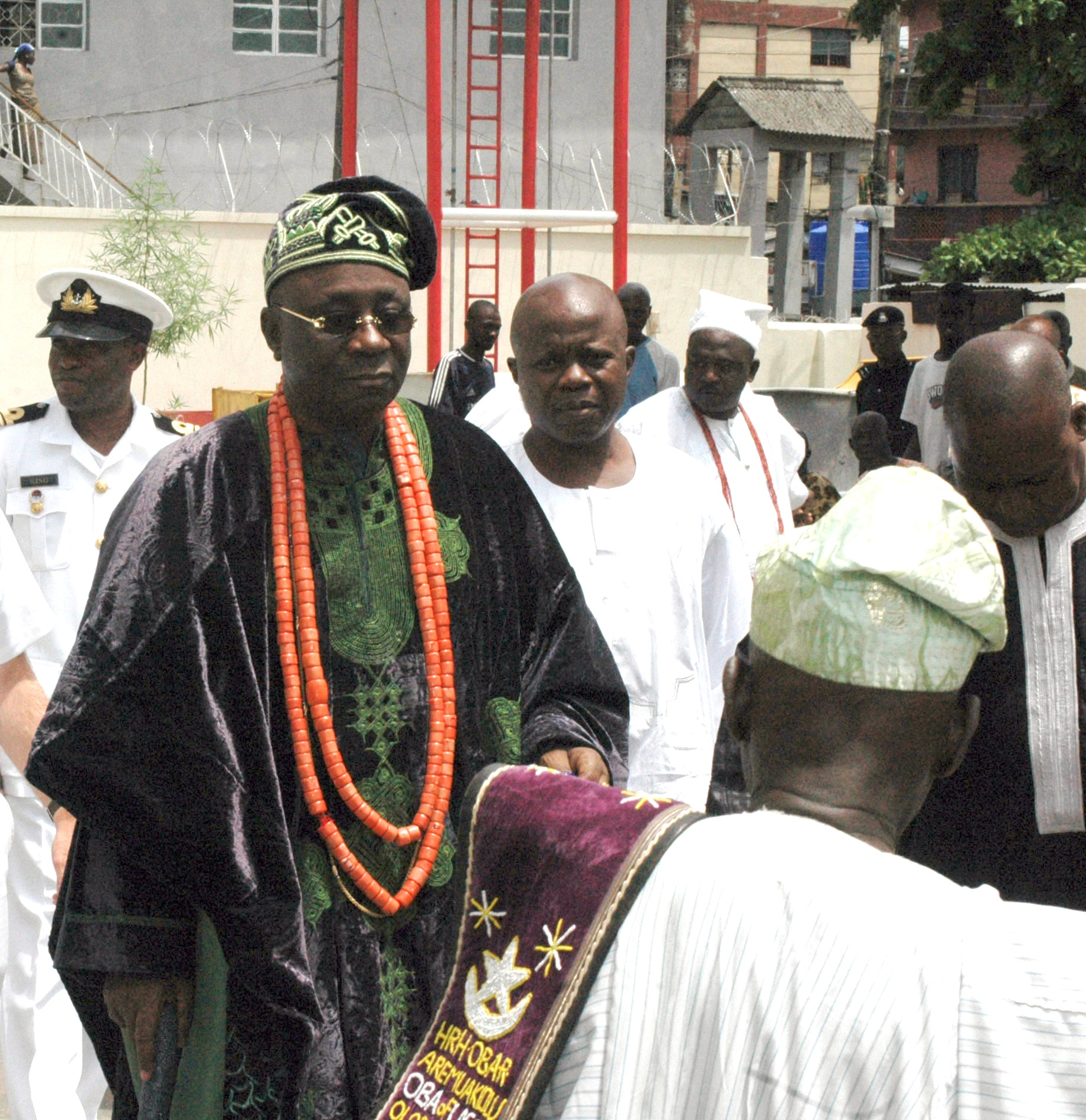
Oba de Lagos

Obá ("rei" ou "governante" na língua edo) é o chefe tradicional dos edos e dos iorubás.